# Club Cerro Corá
Maillots
Le Club Cerro Corá est un club paraguayen de football basé à Asuncion, dans le quartier de Campo Grande.

## Palmarès
- Championnat du Paraguay D2 :
  - Champion (2) : 1990 et 1996.

- Championnat du Paraguay D3 :
  - Champion (3) : 1956, 1968 et 1976.
  - Vice-champion (1) : 2009.

- Championnat du Paraguay D4 :
  - Vice-champion (1) : 2008.

## Personnalités

### Anciens joueurs
- Julio Manzur
- Julio César Romero
- Ricardo Rojas
- César Ramírez
- Casiano Delvalle
- Edgar Aguilera